# Ove Malmqvist
Per-Ove Gustav Malmqvist, född 16 juni 1944 i Visby, är en före detta svensk idrottsman (långdistanslöpare). Han tävlade för Enhörna IF. Malmqvist vann SM-guld i maraton år 1974.